# 贛州市第一中學
25°51′23″N 114°56′41″E / 25.85636°N 114.94465°E
赣州市第一中学，简称赣州一中，是位于中国江西省赣州市厚德路45号的一所江西省重点中学。

## 历史
清光绪二十四年（1898年），巡抚南赣都御史刘武元在濂溪书院内创办致用中学堂，后改名为致用精舍；1901年停办。1902年，赣南道巡道刘心源和地方绅士刘景熙、刘樾农等，在原址上改建虔南师范学堂，后改名为吉南赣宁师范学堂、赣南宁师范学堂。1914年，改为江西省立第二师范学校。1927年，江西教育厅将江西省立第二师范学校、江西省立第四中学、江西省立第二女子师范学校三校合并为江西省立赣县中学。同年11月，更名为江西省立第三中学。
1933年8月，学校又改为江西省立赣县中学。1939年，侵华日军轰炸骚扰赣州，校址迁赣县王母渡。1942年迁梅岭。1945年春，日军入侵，学校分迁寻乌县县城、兴国县杨村及会昌县西江；同年秋，日军投降，学校返回赣县县城。1949年10月，人民政府将江西省立赣县中学、江西省立赣县女子中学、赣南联立正气中学合并为江西省立赣州中学。1953年7月，学校被批准为教育部重点联系的全国三十所中学之一，同时列为江西省三所重点中学之一。1995年被评为“江西省优秀重点中学”。2015年，再次入选“江西省优秀重点中学”。
2018年12月30日，赣州市第一中学建校120周年庆典大会在该校田径场举行。2020年，入选2020年全国青少年校园篮球体育传统特色学校。

## 校友
- 黄克智[6]
- 陈奇涵
- 郭大力
- 林皋
- 张家铝
- 罗贵波
- 郭一清
- 钟友仟
- 姚名达

## 周边
学校北侧为光孝寺，是江西省文物保护单位。